# دوستش راهزن
دوستش راهزن (به انگلیسی: Her Friend the Bandit) فیلمی کوتاه و صامت، به نویسندگی و کارگردانی و بازی چارلی چاپلین و تولید سال ۱۹۱۴ می‌باشد.

## بازیگران
- چارلی چاپلین - راهزن
- میبل نورماند - میبل
- چارلز ماری